# Vögte von Gera

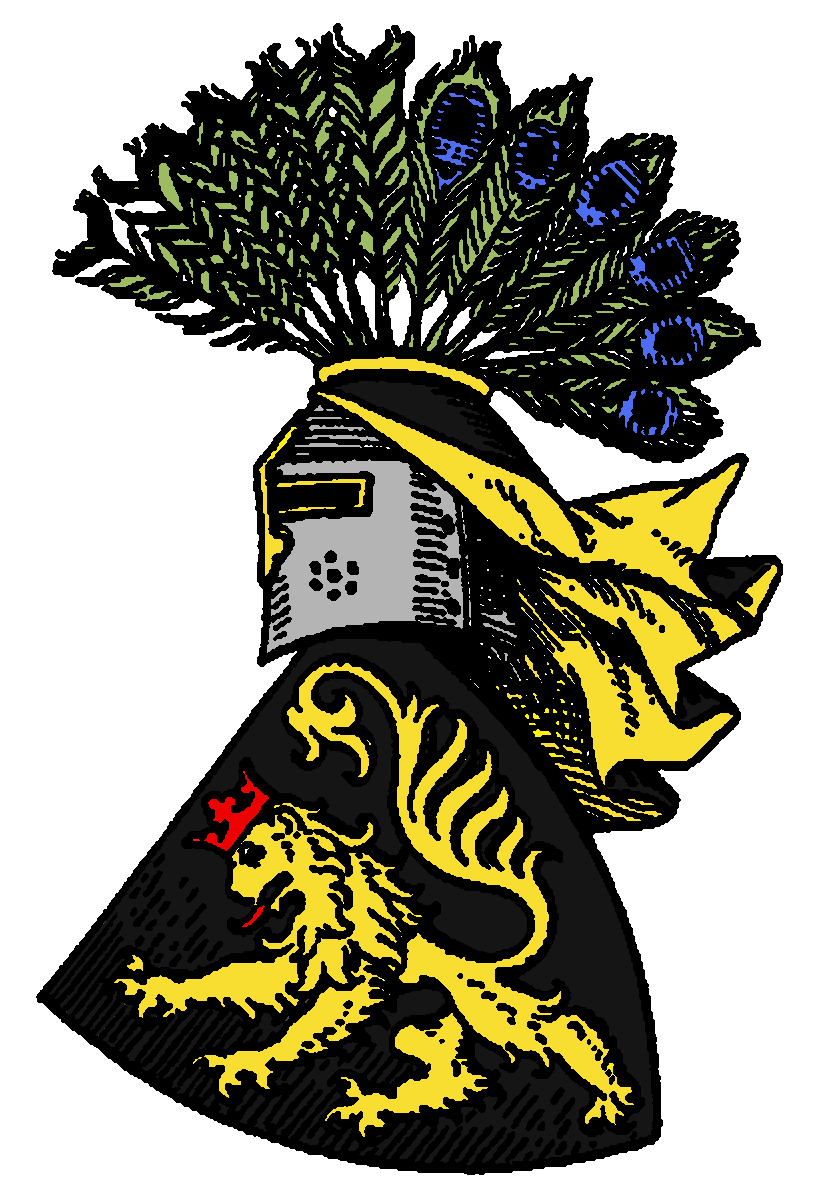
Stammwappen (um 1279)

Die Vögte von Gera waren eine bedeutende mittelalterliche Adelsfamilie im Gebiet der heutigen Länder Thüringen und Sachsen. Sie entstammten, wie auch die Vögte von Plauen, der Stammlinie der Vögte von Weida. Von dieser Sippe hat das Vogtland seinen Namen.

## Anfänge

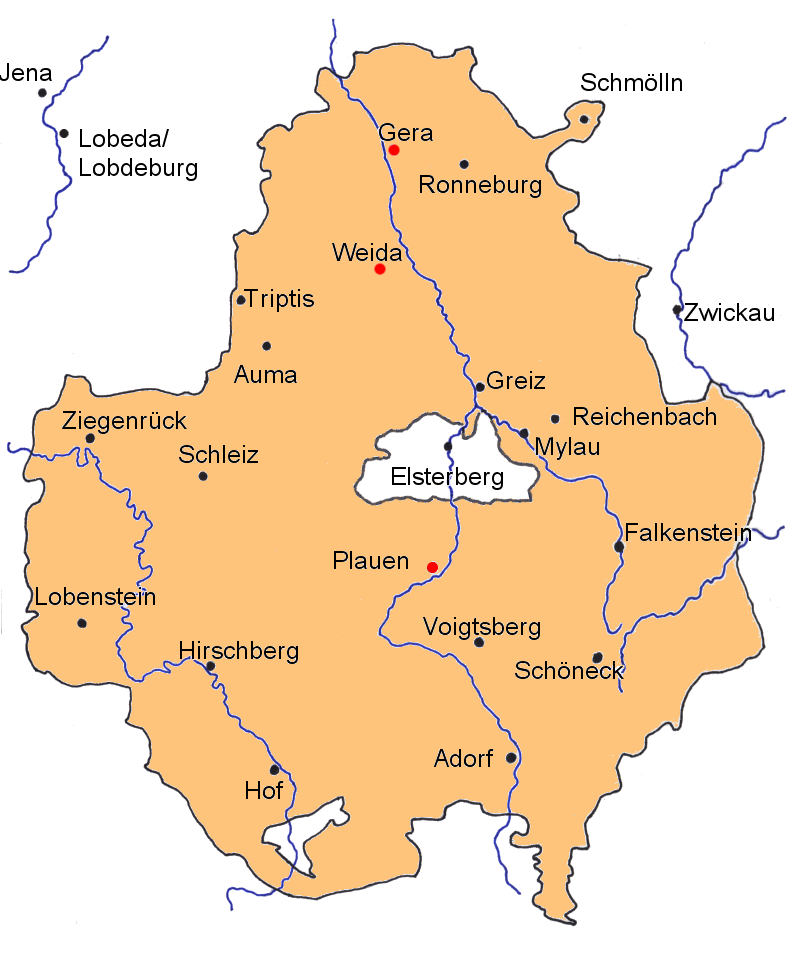
Herrschaftsgebiet der Vögte von Weida, Gera und Plauen um 1350, in der Mitte die Enklave der Herrschaft Elsterberg der Lobdeburger

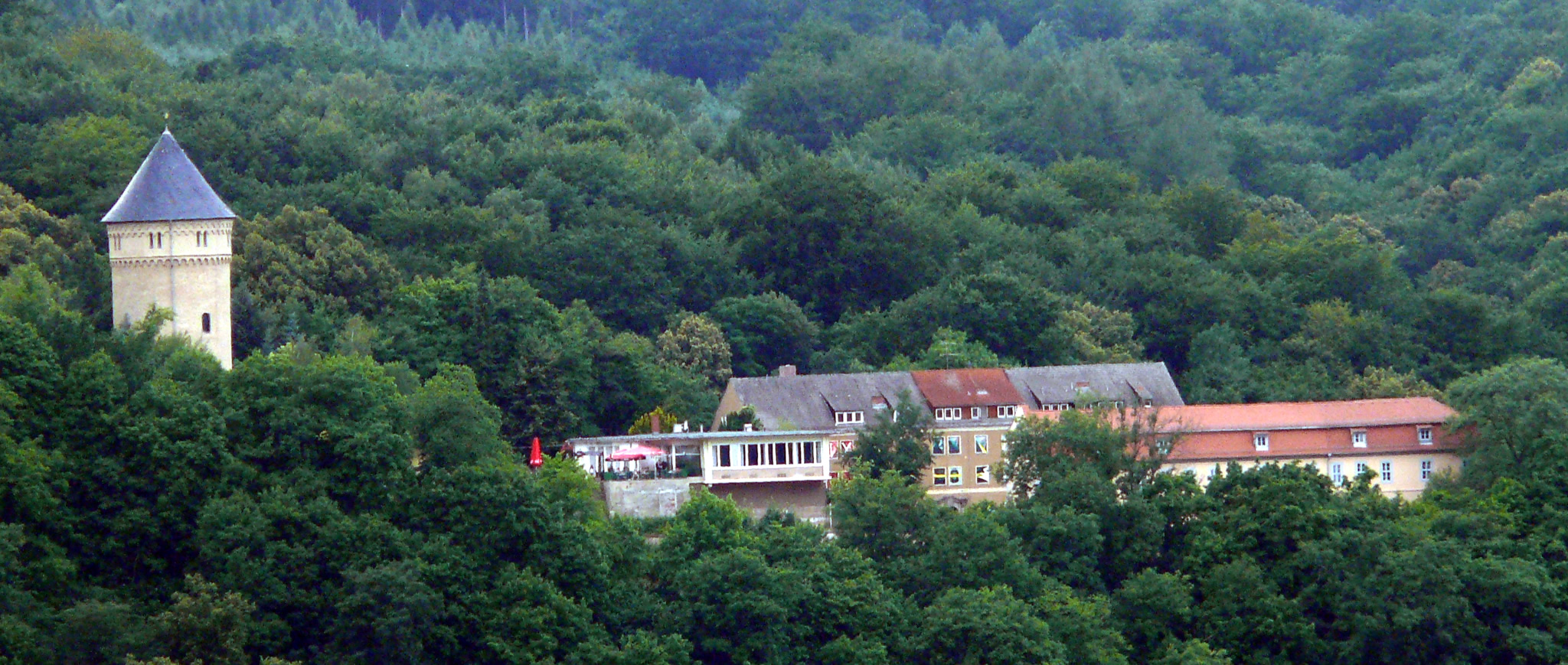
Schloss Osterstein (Gera), Sitz der Linie der Vögte von Gera (1550 erloschen)

Die Vögte von Gera entstammten den Vögten von Weida. Vogt Heinrich der Reiche von Weida (* um 1164/1165; † um 1209) gilt als Stammvater aller Vogtslinien. Sein ältester Sohn Heinrich der Ältere erhielt die Vogtei Weida und wurde Stifter der Linie Weida, die im Jahr 1531 im Mannesstamm erlosch. Der zweitgeborene Sohn Heinrich der Mittlere († 1249/1250) erhielt bei der Landesteilung die Vogtei Gera und die Pflege Reichenfels, er nannte sich 1238 Vogt von Gera. Der ältere seiner Söhne erhielt, in einer 1244 mit seinem jüngeren Bruder vorgenommenen Landesteilung, die Vogtei Plauen mit Auerbach und Pausa sowie die Herrschaft Greiz mit Werdau und Reichenbach und wurde Begründer der Linie der Vögte von Plauen. Der jüngere Bruder erhielt die Vogtei Gera und die Pflege Reichenfels sowie Tanna und Mühltroff. Als Heinrich I. gezählt, wurde er Begründer der Linie der Vögte von Gera. Die Vögte von Plauen teilten sich wiederum in die Plauener und die Greizer Linie. Letztere haben als einzige der Vogtslinien bis in die jüngste Neuzeit regiert, als Grafen und spätere Fürsten Reuß, die bis 1918 in zwei Bundesfürstentümern des Deutschen Kaiserreichs herrschten.

## Aufstieg und Niedergang
Heinrich I. (* um 1227; † 1269/1274) erwarb nach 1248 aus der Andechs-Meranschen Erbschaft Nordhalben und die Höfer Lehen. Sein Sohn Heinrich II., der Ältere, erweiterte 1278 den Besitz um den der Herrschaft Lobenstein. Dessen Sohn Heinrich IV., der Ältere, erwarb um 1314 von den Lobdeburgern die Herrschaft Schleiz mit der Pflege Saalburg und dem Schloss Burgk, trat aber Mühltroff an die Linie Plauen ab.
Infolge des Vogtländischen Krieges (1354 bis 1357) mussten die Geraer Vögte die Wettiner als Herren anerkennen, ein bedeutender Machtverlust. Von 1410 bis 1427 hatten die Vögte von Weida schrittweise ihre Vogtei an die Wettiner veräußern müssen, den Vogttitel hatten sie nun abgelegt und nannten sich fortan nur Herren von Weida. Als Lehnsträger der Krone Böhmen respektive des Hauses Wettin begannen nun auch die Vögte von Gera ihren alten Titel abzulegen und sich als Herren von Gera zu titulieren. Im Jahr 1425 wurde in der Linie der Vögte von Gera eine Landesteilung vorgenommen, die aber ohne weitere Folgen blieb, da von den teilenden Brüdern nur einer, Heinrich IX., der Mittlere (* 1406; † 1482), Nachkommen hinterließ. Zu dieser Zeit tobte der Sächsische Bruderkrieg (1446 bis 1451), in dessen Folge die alte Stammburg der Vögte von Gera zerstört wurde. Neuer Sitz wurde die Burg Osterstein.
1482 teilten die drei Söhne Heinrichs IX. das Herrschaftsgebiet unter sich auf. Sein Enkel Heinrich XV., der Jüngere (* 1476; † 1550) vereinigte 1538 letztmals die Herrschaft in seiner Hand. Der Schmalkaldische Krieg läutete endgültig das Ende der Herrschaft des Geschlechts ein. Nach der verlorenen Schlacht bei Mühlberg musste er die Herrschaft Gera an seinen Verwandten Heinrich IV. von Plauen abtreten, der 1550 nach Heinrichs XV. kinderlosem Tod als rechtmäßiger Erbe auch die noch verbliebenen Herrschaften Schleiz und Lobenstein erhielt. 1562 traten die beiden Söhne Heinrichs IV. die Herrschaft Gera an die nächsten Verwandten, die Reußen, mit denen sie in der Person des Stifters der Vögte von Plauen ihren gemeinsamen Vorfahren hatten, ab. Die Herrschaft der Vögte von Gera ging nach 300 Jahren damit in Form der Herrschaften Gera, Schleiz und Lobenstein in reußischen Besitz über und hatte ihr Ende nach zahlreichen Teilungen und annähernd weiteren 300 Jahren im Fürstentum Reuß jüngerer Linie.

## Wappen

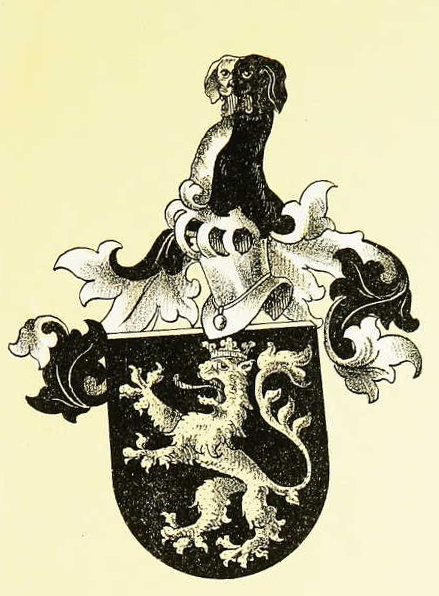
Wappen der Vögte von Gera (seit Mitte 15. Jahrhundert)

Am 15. Dezember 1294 erteilte im Feldlager zu Borna Pfalzgraf Rudolf bei Rhein und Herzog von Bayern den Vögten Heinrich dem Älteren und Heinrich dem Jüngeren von Plauen, sowie den Vögten von Weida und Gera einen förmlichen Wappenbrief, worin er sagt, dass die Vorfahren der Vögte Schild und Banner von seinen, des Herzogs Vorfahren erhalten hätten. Der pfalzgräfliche Löwe ist seit 1230 nachweisbar, seit ca. 1240 gekrönt. Das erste Wappensiegel der Vögte von Weida ist von ca. 1240–44, alle früheren Siegel sind Gemmen. Die Verleihung von Wappen und Banner müsste also in diese Zeit fallen. Den eigentlichen Ursprung dürfte der Löwe von den Grafen von Everstein haben, die das gleiche Wappenbild (auch gleiche Helmzier) führten, nur in anderen Tinkturen (silbern-blau): Die Herrschaft Plauen gehörte 1122 den Grafen Everstein, 1236 erscheint Plauen zum ersten Mal im Besitz der Vögte von Weida. Eine Linie nannte sich danach Vögte von Plauen, mit Plauen als eversteinischem Lehen. Es ist also nicht ausgeschlossen, dass das eversteinische Wappenbild (der Reußen) die pfalzgräflichen Tinkturen erhielt, vielleicht um 1261, als die Vögte von Weida, Gera und Plauen mit dem Vater des Pfalzgrafen Rudolf ein Kriegsbündnis abgeschlossen hatten. Erst 1370 wechselt die Helmzier der Linie Gera zum Brackenhaupt, das sie evtl. dem Haus Zollern verdankt, das Recht zu dieser Helmzier 1317 erkauft hatte (die silbern-schwarze Tinktur würde dafür sprechen). Um die Mitte des 15. Jahrhunderts wurde das Brackenhaupt von den Linien Reuß und Plauen ebenfalls übernommen.

### Die Vögte von Weida, Plauen, Gera und Greiz sowie die Reußen1
|                                                                         |                                                                         |                                                                         |                                                                         |                                                                         |                                                                         |  |  | Heinrich II. der Reiche Vogt von Weida Herr zu Weida, Gera, Plauen, Greiz und Ronneburg († um 1209) |                                                                                          |                                                                                          |                                                                                          |                                                                                          |                                                                                          |                                                                |                                                                |                                                                                       |                                                                                       |                                                                                       |                                                                                       |                                                                                       |                                                                                       |  |  |  |  |  |  |  |  |  |  |  |  |  |  |  |  |  |  |
|                                                                         |                                                                         |                                                                         |                                                                         |                                                                         |                                                                         |  |  | |                                                                                          |                                                                                          |                                                                                          |                                                                                          |                                                                                          |                                                                |                                                                |                                                                                       |                                                                                       |                                                                                       |                                                                                       |                                                                                       |                                                                                       |  |  |  |  |  |  |  |  |  |  |  |  |  |  |  |  |  |  |
|                                                                         |                                                                         |                                                                         |                                                                         |                                                                         |                                                                         |  |  | |                                                                                          |                                                                                          |                                                                                          |                                                                                          |                                                                                          |                                                                |                                                                |                                                                                       |                                                                                       |                                                                                       |                                                                                       |                                                                                       |                                                                                       |  |  |  |  |  |  |  |  |  |  |  |  |  |  |  |  |  |  |
| Heinrich III. der Ältere Vogt zu Weida und Ronneburg († um 1224)        | Heinrich III. der Ältere Vogt zu Weida und Ronneburg († um 1224)        | Heinrich III. der Ältere Vogt zu Weida und Ronneburg († um 1224)        | Heinrich III. der Ältere Vogt zu Weida und Ronneburg († um 1224)        | Heinrich III. der Ältere Vogt zu Weida und Ronneburg († um 1224)        | Heinrich III. der Ältere Vogt zu Weida und Ronneburg († um 1224)        |  |  | Heinrich IV. der Mittlere Vogt zu Plauen und Gera († 1249/1250)                                     | Heinrich IV. der Mittlere Vogt zu Plauen und Gera († 1249/1250)                          | Heinrich IV. der Mittlere Vogt zu Plauen und Gera († 1249/1250)                          | Heinrich IV. der Mittlere Vogt zu Plauen und Gera († 1249/1250)                          | Heinrich IV. der Mittlere Vogt zu Plauen und Gera († 1249/1250)                          | Heinrich IV. der Mittlere Vogt zu Plauen und Gera († 1249/1250)                          |                                                                |                                                                | Heinrich V. der Jüngere Vogt zu Greiz und Reichenbach († um 1240)                     | Heinrich V. der Jüngere Vogt zu Greiz und Reichenbach († um 1240)                     | Heinrich V. der Jüngere Vogt zu Greiz und Reichenbach († um 1240)                     | Heinrich V. der Jüngere Vogt zu Greiz und Reichenbach († um 1240)                     | Heinrich V. der Jüngere Vogt zu Greiz und Reichenbach († um 1240)                     | Heinrich V. der Jüngere Vogt zu Greiz und Reichenbach († um 1240)                     |  |  |  |  |  |  |  |  |  |  |  |  |  |  |  |  |  |  |
| Heinrich III. der Ältere Vogt zu Weida und Ronneburg († um 1224)        | Heinrich III. der Ältere Vogt zu Weida und Ronneburg († um 1224)        | Heinrich III. der Ältere Vogt zu Weida und Ronneburg († um 1224)        | Heinrich III. der Ältere Vogt zu Weida und Ronneburg († um 1224)        | Heinrich III. der Ältere Vogt zu Weida und Ronneburg († um 1224)        | Heinrich III. der Ältere Vogt zu Weida und Ronneburg († um 1224)        |  |  | Heinrich IV. der Mittlere Vogt zu Plauen und Gera († 1249/1250)                                     | Heinrich IV. der Mittlere Vogt zu Plauen und Gera († 1249/1250)                          | Heinrich IV. der Mittlere Vogt zu Plauen und Gera († 1249/1250)                          | Heinrich IV. der Mittlere Vogt zu Plauen und Gera († 1249/1250)                          | Heinrich IV. der Mittlere Vogt zu Plauen und Gera († 1249/1250)                          | Heinrich IV. der Mittlere Vogt zu Plauen und Gera († 1249/1250)                          |                                                                |                                                                | Heinrich V. der Jüngere Vogt zu Greiz und Reichenbach († um 1240)                     | Heinrich V. der Jüngere Vogt zu Greiz und Reichenbach († um 1240)                     | Heinrich V. der Jüngere Vogt zu Greiz und Reichenbach († um 1240)                     | Heinrich V. der Jüngere Vogt zu Greiz und Reichenbach († um 1240)                     | Heinrich V. der Jüngere Vogt zu Greiz und Reichenbach († um 1240)                     | Heinrich V. der Jüngere Vogt zu Greiz und Reichenbach († um 1240)                     |  |  |  |  |  |  |  |  |  |  |  |  |  |  |  |  |  |  |
|                                                                         |                                                                         |                                                                         |                                                                         |                                                                         |                                                                         |  |  | |                                                                                          |                                                                                          |                                                                                          |                                                                                          |                                                                                          |                                                                |                                                                |                                                                                       |                                                                                       |                                                                                       |                                                                                       |                                                                                       |                                                                                       |  |  |  |  |  |  |  |  |  |  |  |  |  |  |  |  |  |  |
| Vögte und Herren von Weida Herren zu Weida und Ronneburg († 1531)       | Vögte und Herren von Weida Herren zu Weida und Ronneburg († 1531)       | Vögte und Herren von Weida Herren zu Weida und Ronneburg († 1531)       | Vögte und Herren von Weida Herren zu Weida und Ronneburg († 1531)       | Vögte und Herren von Weida Herren zu Weida und Ronneburg († 1531)       | Vögte und Herren von Weida Herren zu Weida und Ronneburg († 1531)       |  |  | Heinrich I. der Ältere Vogt von Plauen Herr zu Plauen, Greiz und Reichenbach († um 1303)            | Heinrich I. der Ältere Vogt von Plauen Herr zu Plauen, Greiz und Reichenbach († um 1303) | Heinrich I. der Ältere Vogt von Plauen Herr zu Plauen, Greiz und Reichenbach († um 1303) | Heinrich I. der Ältere Vogt von Plauen Herr zu Plauen, Greiz und Reichenbach († um 1303) | Heinrich I. der Ältere Vogt von Plauen Herr zu Plauen, Greiz und Reichenbach († um 1303) | Heinrich I. der Ältere Vogt von Plauen Herr zu Plauen, Greiz und Reichenbach († um 1303) |                                                                |                                                                | Heinrich I. der Jüngere Vogt von Gera Herr zu Gera, Tanna und Mühltroff († 1269/1274) | Heinrich I. der Jüngere Vogt von Gera Herr zu Gera, Tanna und Mühltroff († 1269/1274) | Heinrich I. der Jüngere Vogt von Gera Herr zu Gera, Tanna und Mühltroff († 1269/1274) | Heinrich I. der Jüngere Vogt von Gera Herr zu Gera, Tanna und Mühltroff († 1269/1274) | Heinrich I. der Jüngere Vogt von Gera Herr zu Gera, Tanna und Mühltroff († 1269/1274) | Heinrich I. der Jüngere Vogt von Gera Herr zu Gera, Tanna und Mühltroff († 1269/1274) |  |  |  |  |  |  |  |  |  |  |  |  |  |  |  |  |  |  |
| Vögte und Herren von Weida Herren zu Weida und Ronneburg († 1531)       | Vögte und Herren von Weida Herren zu Weida und Ronneburg († 1531)       | Vögte und Herren von Weida Herren zu Weida und Ronneburg († 1531)       | Vögte und Herren von Weida Herren zu Weida und Ronneburg († 1531)       | Vögte und Herren von Weida Herren zu Weida und Ronneburg († 1531)       | Vögte und Herren von Weida Herren zu Weida und Ronneburg († 1531)       |  |  | Heinrich I. der Ältere Vogt von Plauen Herr zu Plauen, Greiz und Reichenbach († um 1303)            | Heinrich I. der Ältere Vogt von Plauen Herr zu Plauen, Greiz und Reichenbach († um 1303) | Heinrich I. der Ältere Vogt von Plauen Herr zu Plauen, Greiz und Reichenbach († um 1303) | Heinrich I. der Ältere Vogt von Plauen Herr zu Plauen, Greiz und Reichenbach († um 1303) | Heinrich I. der Ältere Vogt von Plauen Herr zu Plauen, Greiz und Reichenbach († um 1303) | Heinrich I. der Ältere Vogt von Plauen Herr zu Plauen, Greiz und Reichenbach († um 1303) |                                                                |                                                                | Heinrich I. der Jüngere Vogt von Gera Herr zu Gera, Tanna und Mühltroff († 1269/1274) | Heinrich I. der Jüngere Vogt von Gera Herr zu Gera, Tanna und Mühltroff († 1269/1274) | Heinrich I. der Jüngere Vogt von Gera Herr zu Gera, Tanna und Mühltroff († 1269/1274) | Heinrich I. der Jüngere Vogt von Gera Herr zu Gera, Tanna und Mühltroff († 1269/1274) | Heinrich I. der Jüngere Vogt von Gera Herr zu Gera, Tanna und Mühltroff († 1269/1274) | Heinrich I. der Jüngere Vogt von Gera Herr zu Gera, Tanna und Mühltroff († 1269/1274) |  |  |  |  |  |  |  |  |  |  |  |  |  |  |  |  |  |  |
|                                                                         |                                                                         |                                                                         |                                                                         |                                                                         |                                                                         |  |  | |                                                                                          |                                                                                          |                                                                                          |                                                                                          |                                                                                          |                                                                |                                                                |                                                                                       |                                                                                       |                                                                                       |                                                                                       |                                                                                       |                                                                                       |  |  |  |  |  |  |  |  |  |  |  |  |  |  |  |  |  |  |
| Heinrich II. der Böhme Vogt und Herr von Plauen (ältere Linie) († 1302) | Heinrich II. der Böhme Vogt und Herr von Plauen (ältere Linie) († 1302) | Heinrich II. der Böhme Vogt und Herr von Plauen (ältere Linie) († 1302) | Heinrich II. der Böhme Vogt und Herr von Plauen (ältere Linie) († 1302) | Heinrich II. der Böhme Vogt und Herr von Plauen (ältere Linie) († 1302) | Heinrich II. der Böhme Vogt und Herr von Plauen (ältere Linie) († 1302) |  |  | Heinrich I. der Reuße Vogt und Herr von Plauen (jüngere Linie) († 1295)                             | Heinrich I. der Reuße Vogt und Herr von Plauen (jüngere Linie) († 1295)                  | Heinrich I. der Reuße Vogt und Herr von Plauen (jüngere Linie) († 1295)                  | Heinrich I. der Reuße Vogt und Herr von Plauen (jüngere Linie) († 1295)                  | Heinrich I. der Reuße Vogt und Herr von Plauen (jüngere Linie) († 1295)                  | Heinrich I. der Reuße Vogt und Herr von Plauen (jüngere Linie) († 1295)                  |                                                                |                                                                | Vögte und Herren von Gera Herren zu Gera, Schleiz und Lobenstein († 1550)             | Vögte und Herren von Gera Herren zu Gera, Schleiz und Lobenstein († 1550)             | Vögte und Herren von Gera Herren zu Gera, Schleiz und Lobenstein († 1550)             | Vögte und Herren von Gera Herren zu Gera, Schleiz und Lobenstein († 1550)             | Vögte und Herren von Gera Herren zu Gera, Schleiz und Lobenstein († 1550)             | Vögte und Herren von Gera Herren zu Gera, Schleiz und Lobenstein († 1550)             |  |  |  |  |  |  |  |  |  |  |  |  |  |  |  |  |  |  |
| Heinrich II. der Böhme Vogt und Herr von Plauen (ältere Linie) († 1302) | Heinrich II. der Böhme Vogt und Herr von Plauen (ältere Linie) († 1302) | Heinrich II. der Böhme Vogt und Herr von Plauen (ältere Linie) († 1302) | Heinrich II. der Böhme Vogt und Herr von Plauen (ältere Linie) († 1302) | Heinrich II. der Böhme Vogt und Herr von Plauen (ältere Linie) († 1302) | Heinrich II. der Böhme Vogt und Herr von Plauen (ältere Linie) († 1302) |  |  | Heinrich I. der Reuße Vogt und Herr von Plauen (jüngere Linie) († 1295)                             | Heinrich I. der Reuße Vogt und Herr von Plauen (jüngere Linie) († 1295)                  | Heinrich I. der Reuße Vogt und Herr von Plauen (jüngere Linie) († 1295)                  | Heinrich I. der Reuße Vogt und Herr von Plauen (jüngere Linie) († 1295)                  | Heinrich I. der Reuße Vogt und Herr von Plauen (jüngere Linie) († 1295)                  | Heinrich I. der Reuße Vogt und Herr von Plauen (jüngere Linie) († 1295)                  |                                                                |                                                                | Vögte und Herren von Gera Herren zu Gera, Schleiz und Lobenstein († 1550)             | Vögte und Herren von Gera Herren zu Gera, Schleiz und Lobenstein († 1550)             | Vögte und Herren von Gera Herren zu Gera, Schleiz und Lobenstein († 1550)             | Vögte und Herren von Gera Herren zu Gera, Schleiz und Lobenstein († 1550)             | Vögte und Herren von Gera Herren zu Gera, Schleiz und Lobenstein († 1550)             | Vögte und Herren von Gera Herren zu Gera, Schleiz und Lobenstein († 1550)             |  |  |  |  |  |  |  |  |  |  |  |  |  |  |  |  |  |  |
|                                                                         |                                                                         |                                                                         |                                                                         |                                                                         |                                                                         |  |  | |                                                                                          |                                                                                          |                                                                                          |                                                                                          |                                                                                          |                                                                |                                                                |                                                                                       |                                                                                       |                                                                                       |                                                                                       |                                                                                       |                                                                                       |  |  |  |  |  |  |  |  |  |  |  |  |  |  |  |  |  |  |
| Vögte und Herren von Plauen Herren zu Plauen und Mühltroff              | Vögte und Herren von Plauen Herren zu Plauen und Mühltroff              | Vögte und Herren von Plauen Herren zu Plauen und Mühltroff              | Vögte und Herren von Plauen Herren zu Plauen und Mühltroff              | Vögte und Herren von Plauen Herren zu Plauen und Mühltroff              | Vögte und Herren von Plauen Herren zu Plauen und Mühltroff              |  |  | |                                                                                          |                                                                                          |                                                                                          | Herren Reuß von Plauen Herren zu Greiz und Gera (Teilung 1564)                           | Herren Reuß von Plauen Herren zu Greiz und Gera (Teilung 1564)                           | Herren Reuß von Plauen Herren zu Greiz und Gera (Teilung 1564) | Herren Reuß von Plauen Herren zu Greiz und Gera (Teilung 1564) | Herren Reuß von Plauen Herren zu Greiz und Gera (Teilung 1564)                        | Herren Reuß von Plauen Herren zu Greiz und Gera (Teilung 1564)                        |                                                                                       |                                                                                       |                                                                                       |                                                                                       |  |  |  |  |  |  |  |  |  |  |  |  |  |  |  |  |  |  |
| Vögte und Herren von Plauen Herren zu Plauen und Mühltroff              | Vögte und Herren von Plauen Herren zu Plauen und Mühltroff              | Vögte und Herren von Plauen Herren zu Plauen und Mühltroff              | Vögte und Herren von Plauen Herren zu Plauen und Mühltroff              | Vögte und Herren von Plauen Herren zu Plauen und Mühltroff              | Vögte und Herren von Plauen Herren zu Plauen und Mühltroff              |  |  | |                                                                                          |                                                                                          |                                                                                          | Herren Reuß von Plauen Herren zu Greiz und Gera (Teilung 1564)                           | Herren Reuß von Plauen Herren zu Greiz und Gera (Teilung 1564)                           | Herren Reuß von Plauen Herren zu Greiz und Gera (Teilung 1564) | Herren Reuß von Plauen Herren zu Greiz und Gera (Teilung 1564) | Herren Reuß von Plauen Herren zu Greiz und Gera (Teilung 1564)                        | Herren Reuß von Plauen Herren zu Greiz und Gera (Teilung 1564)                        |                                                                                       |                                                                                       |                                                                                       |                                                                                       |  |  |  |  |  |  |  |  |  |  |  |  |  |  |  |  |  |  |
|                                                                         |                                                                         |                                                                         |                                                                         |                                                                         |                                                                         |  |  | |                                                                                          |                                                                                          |                                                                                          |                                                                                          |                                                                                          |                                                                |                                                                |                                                                                       |                                                                                       |                                                                                       |                                                                                       |                                                                                       |                                                                                       |  |  |  |  |  |  |  |  |  |  |  |  |  |  |  |  |  |  |
| Vögte und Herren von Plauen Herren zu Mühltroff († um 1380)             | Vögte und Herren von Plauen Herren zu Mühltroff († um 1380)             | Vögte und Herren von Plauen Herren zu Mühltroff († um 1380)             | Vögte und Herren von Plauen Herren zu Mühltroff († um 1380)             | Vögte und Herren von Plauen Herren zu Mühltroff († um 1380)             | Vögte und Herren von Plauen Herren zu Mühltroff († um 1380)             |  |  | Burggrafen von Meißen Herren zu Plauen († 1572)                                                     | Burggrafen von Meißen Herren zu Plauen († 1572)                                          | Burggrafen von Meißen Herren zu Plauen († 1572)                                          | Burggrafen von Meißen Herren zu Plauen († 1572)                                          | Burggrafen von Meißen Herren zu Plauen († 1572)                                          | Burggrafen von Meißen Herren zu Plauen († 1572)                                          |                                                                |                                                                | Reuß ältere Linie († 1927)                                                            | Reuß ältere Linie († 1927)                                                            | Reuß ältere Linie († 1927)                                                            | Reuß ältere Linie († 1927)                                                            | Reuß ältere Linie († 1927)                                                            | Reuß ältere Linie († 1927)                                                            |  |  |  |  |  |  |  |  |  |  |  |  |  |  |  |  |  |  |
| Vögte und Herren von Plauen Herren zu Mühltroff († um 1380)             | Vögte und Herren von Plauen Herren zu Mühltroff († um 1380)             | Vögte und Herren von Plauen Herren zu Mühltroff († um 1380)             | Vögte und Herren von Plauen Herren zu Mühltroff († um 1380)             | Vögte und Herren von Plauen Herren zu Mühltroff († um 1380)             | Vögte und Herren von Plauen Herren zu Mühltroff († um 1380)             |  |  | Burggrafen von Meißen Herren zu Plauen († 1572)                                                     | Burggrafen von Meißen Herren zu Plauen († 1572)                                          | Burggrafen von Meißen Herren zu Plauen († 1572)                                          | Burggrafen von Meißen Herren zu Plauen († 1572)                                          | Burggrafen von Meißen Herren zu Plauen († 1572)                                          | Burggrafen von Meißen Herren zu Plauen († 1572)                                          |                                                                |                                                                | Reuß ältere Linie († 1927)                                                            | Reuß ältere Linie († 1927)                                                            | Reuß ältere Linie († 1927)                                                            | Reuß ältere Linie († 1927)                                                            | Reuß ältere Linie († 1927)                                                            | Reuß ältere Linie († 1927)                                                            |  |  |  |  |  |  |  |  |  |  |  |  |  |  |  |  |  |  |
|                                                                         |                                                                         |                                                                         |                                                                         |                                                                         |                                                                         |  |  | |                                                                                          |                                                                                          |                                                                                          |                                                                                          |                                                                                          |                                                                |                                                                | Reuß mittlere Linie († 1616)                                                          |                                                                                       |                                                                                       |                                                                                       |                                                                                       |                                                                                       |  |  |  |  |  |  |  |  |  |  |  |  |  |  |  |  |  |  |
|                                                                         |                                                                         |                                                                         |                                                                         |                                                                         |                                                                         |  |  | |                                                                                          |                                                                                          |                                                                                          |                                                                                          |                                                                                          |                                                                |                                                                |                                                                                       |                                                                                       |                                                                                       |                                                                                       |                                                                                       |                                                                                       |  |  |  |  |  |  |  |  |  |  |  |  |  |  |  |  |  |  |
|                                                                         |                                                                         |                                                                         |                                                                         |                                                                         |                                                                         |  |  | |                                                                                          |                                                                                          |                                                                                          |                                                                                          |                                                                                          |                                                                |                                                                | Reuß jüngere Linie (seit 1930 Reuß)                                                   |                                                                                       |                                                                                       |                                                                                       |                                                                                       |                                                                                       |  |  |  |  |  |  |  |  |  |  |  |  |  |  |  |  |  |  |
|                                                                         |                                                                         |                                                                         |                                                                         |                                                                         |                                                                         |  |  | |                                                                                          |                                                                                          |                                                                                          |                                                                                          |                                                                                          |                                                                |                                                                |                                                                                       |                                                                                       |                                                                                       |                                                                                       |                                                                                       |                                                                                       |  |  |  |  |  |  |  |  |  |  |  |  |  |  |  |  |  |  |

1 ROT: Linie erloschen / GRÜN: blühende Linie